# Stella Ngwu
Stella Uchenna Obiageli Ngwu (nascida em 9 de julho de 1958) é uma política nigeriana do estado de Enugu, Nigéria. Ela é uma indígena de Ukehe na área do governo local de Ibo-Etiti do estado de Enugu. Ela representou o círculo eleitoral Ibo-Etiti / Uzo-Uwani na Câmara dos Representantes de 2011 a 2019 sob o Partido Democrático do Povo. Em 2016, o Supremo Tribunal Federal da Divisão de Abuja retirou-a da Câmara, mas ela ganhou uma reeleição em 2017.